# CCGS 험프리 길버트 경
CCGS 험프리 길버트 경은 캐나다 해안경비대 소속의 쇄빙선이자 부표기로, 후에 개인 소유주에게 매각되어 폴라 프린스로 개명되었다. 이 배는 1959년 미국 교통부 해양 서비스부에서 운항을 시작했고, 1962년에는 신설된 캐나다 교통부로 옮겨 2001년까지 운항했다. 이 쇄빙선은 뉴펀들랜드의 민간 기업에 매각된 후 폴라 프린스로 이름이 바뀌었으며, 2009년 GTX 테크놀로지 캐나다 유한공사에 상업용 쇄빙선으로 재매각되었다. 2017년에는 '캐나다 C3'로 이름이 변경되었고 캐나다의 150주년 기념일의 일환으로 캐나다의 3개의 해상 연안을 도는 유명한 항해에 사용되기도 했다. 2021년 11월, 호라이즌 해양과 미아우푸케크 퍼스트 네이션의 합작 회사인 미아우푸케크 호라이즌 해양 서비스 유한회사가 이 배를 구입했다.

## 설명
배의 길이는 72.5m(237ft 10in)이며, 14.7m(48ft 3in)의 빔과 5m(16ft 5in)의 흘수가 가능하다. 이 배는 3,000톤(3,000 t)의 만재 배수량과 2,153,693 순 레지스터 톤(NRT)으로 건조되었다. 이 선박은 디젤 전기 엔진(DC/DC)으로 구동되며, 2개의 축을 회전시키는 고정 피치 프로펠러로 구동되어 4,250개의 마력(3,170 kW)을 생성한다. 이를 통해 선박의 최대 속도는 14.5노트(26.9km/h)이다. 이 배는 467.00m3(102,730임팔)의 디젤 연료를 운반할 수 있으며, 12노트(22km/h)의 항속거리를 가지고 있으며 최대 30일 동안 해상에 머무를 수 있다. 1985년의 재측정 결과, 총톤수(GT) 2,062, 순톤수(NT) 618로 측정되었다.

## 건설 및 경력

### 설계 및 시공
쇄빙선은 데이비드 조선회사가 퀘벡주에서 건설했다. 이 배는 1958년 10월 29일에 진수되었으며, 북서항로의 초기 탐험가인 험프리 길버트의 이름을 따서 명명되었다. '험프리 길버트 경'은 쇄빙선 'CCGS 몽칼름'과 'CCGS 울프'의 검증된 설계를 기반으로 했으며 향후 디젤 전기 엔진으로 업데이트되었다.

### 정부 활동
험프리 길버트 경은 1959년 6월 교통부의 해병대에 편성되어 1962년 캐나다 해안 경비대로 옮겨졌다. 이 배는 온타리오주 오타와에 등록되어 뉴펀들랜드와 래브라도에서 대부분의 활동을 했으며, 세인트존스에 모항을 두고 있다.
1963년 12월 20일, 프랑스 선박 '두알라'가 뉴펀들랜드 해안에서 조난 신호를 보냈다. 험프리 길버트 경은 이미 대서양에 있는 어선을 돕기 위해 파견된 상태였으나, 프랑스 선박이 위험한 상황에 처해 있었기 때문에 두알라로 목적지를 변경해 구출에 나섰다. 이 과정에서 바지선이 이탈해 선박이 파손됐고 빙하에 끼어버린 바지선을 빼내기까지는 시간이 걸렸다. 이로 인해 현장 도착이 지연되었고, 12월 21일 두알라호는 침몰했다. 12월 22일 두알라호 선원 19명이 구조되었고, 이 중 2명은 뉴펀들랜드로 돌아오던 중 사망했다.
1983년 험프리 길버트 경은 해안경비대의 주간 크루 시스템의 시험 선박이 되었다. 시스템에 따라, 두 명의 선원이 하나의 배에 28일 간격으로 승선하였으며, 매일 12시간 교대 근무를 했다. 28일의 간격이 끝나면, 선원들은 4주간의 휴식을 위해 배 밖으로 나갈 수 있는 시스템이었다. 이 시스템의 시험은 성공적이었고 함대 전체에 걸쳐 시행되었다.
1984년, 험프리 길버트 경은 핼리팩스 조선소에서 수리를 받았고 이로 인해 배는 크게 바뀌었다. 원래 있었던 노가 얼음을 깨뜨릴 때 마찰을 줄이기 위해 공기 거품기 시스템이 있는 새 노로 교체되었다. 이로 인해 배의 길이가 5.5미터로 늘어났으며, 커다란 새 데릭이 앞으로 설치되었다.

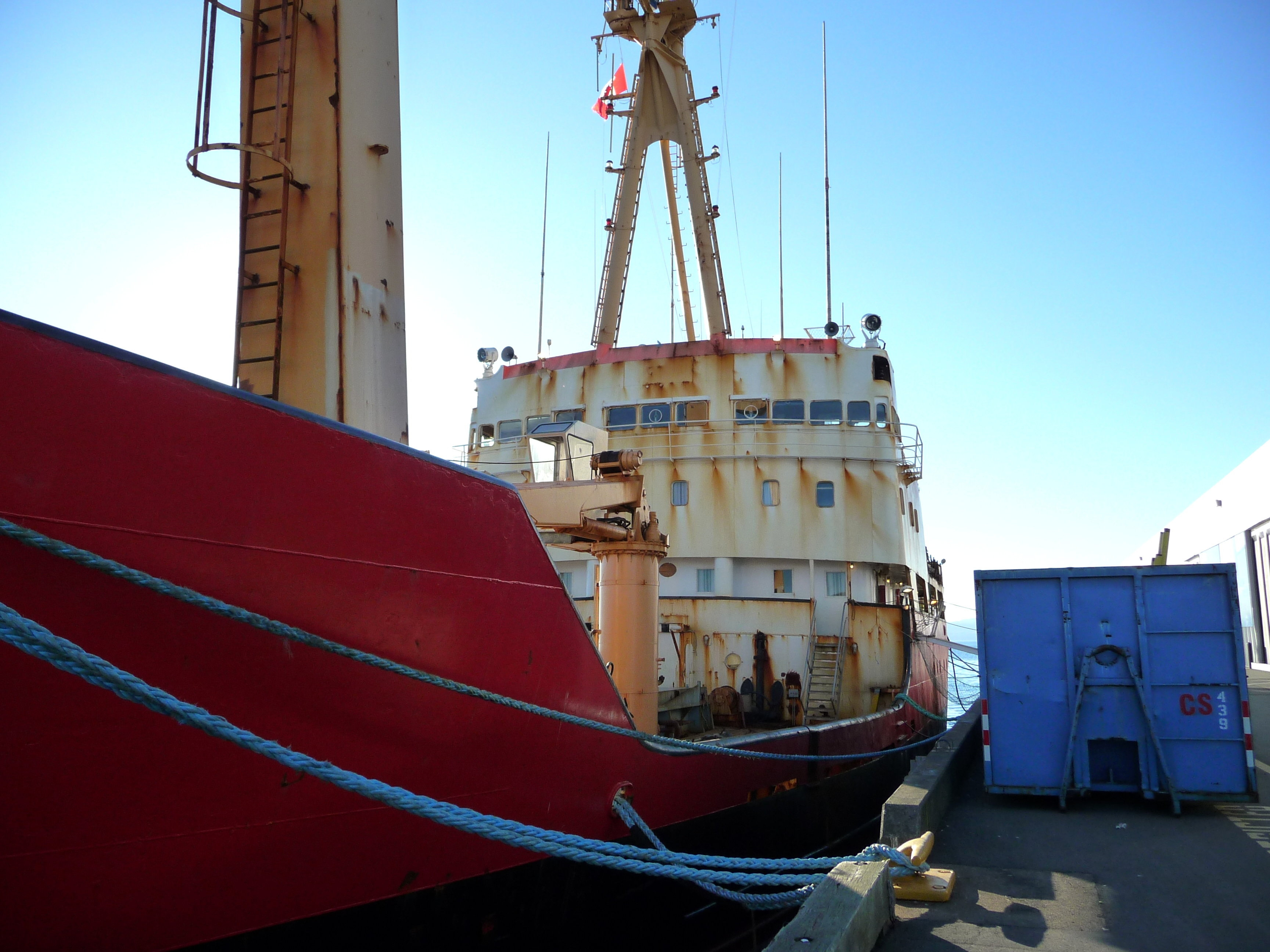
폴라 프린스, 2010

### 정부활동 이후
배는 2001년에 운항을 중단하고 크라운 에셋 디스트리뷰션에 넘겨졌으며, 2002년 길버트 1호로 이름이 바뀌었다.

#### 폴라 프린스
2002년, 쇄빙선은 세인트루이스의 Puddister Trading Co.에 매각되어 폴라프린스로 이름을 바꿨다. 2002년에는 스타 라인에 인수되었고, 2005년에는 뉴펀들랜드 래브라도주 클래런빌에 정착하다가 이베이에서 판매되었다. 2009년에는 앨버타주 캘거리의 GX 테크놀로지스에 매각되어 개조되었다.

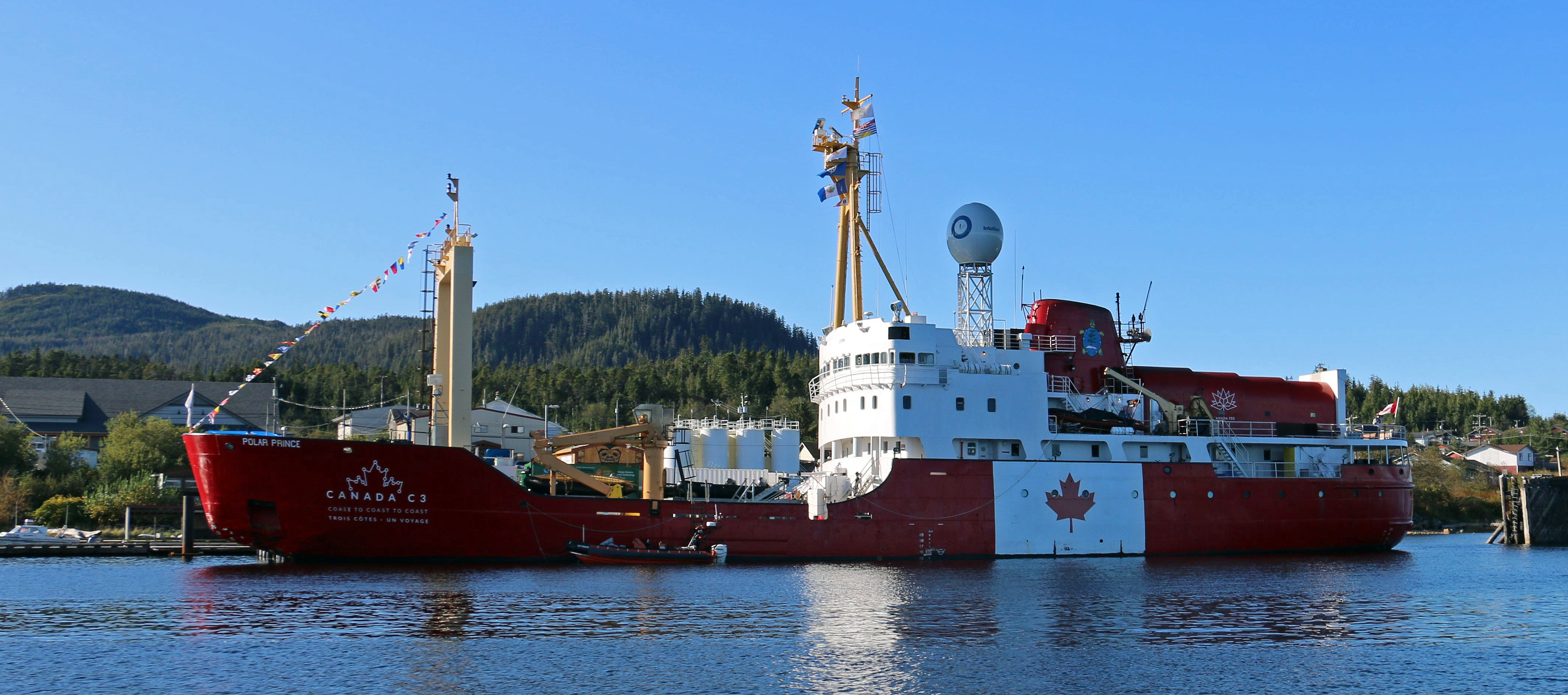
2017년 브리티시 콜롬비아의 Bella Bella 에서 'Canada C3'로 명명된 배

#### 캐나다 C3
2017년, '폴라 프린스'는 캐나다의 150주년을 기념하여 '캐나다 C3'로 명명되었다. 배는 7월 1일 토론토를 출발하여 세인트로렌스수로와 세인트로렌스 강을 따라 노섬벌랜드 해협과 캔소 운하를 거쳐 노바스코샤주 핼리팩스까지 항해한 후 북쪽으로 뉴펀들랜드, 래브라도 해안, 배핀섬, 북서항로를 통과했다, 그 후 알래스카 주변과 태평양 연안을 따라 브리티시컬럼비아주 빅토리아로 이동했다. 여행은 150일 동안 이뤄지며 많은 원주민 부족에게 들르기도 했다.

#### 2021년 새로운 소유권
2021년 11월, 호라이즌 해양과 미아우푸케크 퍼스트 네이션의 합작 회사인 미아우푸케크 호라이즌 해양 서비스 유한회사가 이 배를 구입했다. 새 소유주들은 교육, 연구, 해양 보존을 위해 SOI 재단에 배를 임대했다.

#### 2023 타이탄 잠수정 사건
2023년 6월, 폴라 프린스는 타이타닉호의 난파선에 대한 관광 임무를 위해 오션게이트사의 허가를 받았다. 2023년 6월 18일, 오션게이트 타이탄과 교신이 두절되어 2023년 6월 19일 수색 및 구조 작업이 시작되었다. 22일, 잠수함 잔해가 발견돼 탑승자 5명이 숨진 것이 확인됐다.

## 참조

### 인용
1. 1 2  “CCG Fleet: Vessel Details – CCGS Sir Humphrey Gilbert”. Canadian Coast Guard. 2015년 2월 4일. 2018년 2월 22일에 확인함.
2. ↑  “Details for registered vessel POLAR PRINCE (O.N. 310141)”. Transport Canada. 2019년 3월 2일에 확인함.
3. ↑  Maginley & Collin 2001, 169쪽.
4. ↑  “CCG Fleet: Vessel Details – CCGS Sir Humphrey Gilbert”. Canadian Coast Guard. 2015년 2월 4일. 2018년 2월 22일에 확인함.
5. ↑  Mackay, Mac (2014년 11월 12일). “Canadian Coast Guard Part 3”. 《Shipfax》.
6. ↑  “For sale: icebreaker, fully loaded, very little rust”. 《CBC News》. 2005년 7월 29일. 2018년 2월 22일에 원본 문서에서 보존된 문서. 2018년 2월 22일에 확인함.
7. ↑  “Russian ship Akademik Sergey Vavilov had role in recent Franklin ship discovery”. 《CBC News》. The Canadian Press. 2014년 9월 28일. 2018년 2월 22일에 원본 문서에서 보존된 문서. 2018년 2월 22일에 확인함.
8. ↑  “Polar Prince”. 2009년 10월 3일에 원본 문서에서 보존된 문서. 2016년 12월 24일에 확인함.
9. ↑  “The Ship”. 《Canada C3》. Students on Ice Foundation (SOI). 2018년 2월 22일에 원본 문서에서 보존된 문서. 2018년 2월 22일에 확인함.
10. ↑  Gignac, Julian (2017년 3월 12일). “Icebreaker to set sail on Canadian cultural journey for Canada 150”. 《The Globe and Mail》 (The Globe and Mail Inc.). 2018년 2월 22일에 원본 문서에서 보존된 문서. 2018년 2월 22일에 확인함.
11. ↑  Mackay, Mac (2021년 11월 21일). “Polar Prince - a new owner and career”. 《Shipfax》. 2023년 6월 20일에 확인함.
12. ↑  CBC Staff (2023년 6월 19일). “'We just pray that everyone is OK': Search continues for missing Titanic-bound submersible”. 《CBC News》 (CBC). 2023년 6월 19일에 원본 문서에서 보존된 문서. 2023년 6월 20일에 확인함.
13. ↑  Saltwire Staff (2023년 6월 20일). “Rescue Mission Underway for Titanic tourist sub”. 《Cape Breton Post》 (Sydney, N.S.: Saltwater Inc). Reuters/PostMedia. A6면. 2023년 6월 19일에 원본 문서에서 보존된 문서. 2023년 6월 20일에 확인함.